# Anomala thailandiana
Anomala thailandiana är en skalbaggsart som beskrevs av Miyake, Yamaguchi och Shinobu Akiyama 2002. Anomala thailandiana ingår i släktet Anomala och familjen Rutelidae. Inga underarter finns listade i Catalogue of Life.